# Волендам
Волендам — город в северной части Нидерландов, входит в состав муниципалитета Эдам-Волендам. Население в ноябре 2007 года составляло около 22 000 человек.

## История
Первоначально Волендам служил гаванью для расположенного неподалёку города Эдам. Однако впоследствии Эдам обзавёлся собственной гаванью благодаря прорытому до Зёйдерзе каналу. В связи с этим Волендам стал заселяться фермерами и рыбаками. В настоящее время является международным туристическим аттракционом, знакомящим туристов с жизнью голландских рыбаков в старину. В порту Волендама находится множество рыбацких судов различных типов. В гавани, прямо с кораблей, можно купить рыбу. В городе проводится рыбный аукцион. Иногда жители города в традиционной одежде поджидают на видном месте туристов, надеясь, что те захотят сделать фотографию.
Деревня является резиденцией футбольного клуба «Волендам».